# Округ Вошингтон (Ајова)
Округ Вошингтон (енгл. Washington County) је округ у америчкој савезној држави Ајова.

## Демографија
По попису из 2010. године број становника је 21.704, што је 1.034 (5,0%) становника више него 2000. године.
| Група             | 2000.          | 2010.          |
| Белци             | 19.838 (96,0%) | 20.114 (92,7%) |
| Афроамериканци    | 60 (0,3%)      | 146 (0,7%)     |
| Азијати           | 51 (0,2%)      | 72 (0,3%)      |
| Хиспаноамериканци | 564 (2,7%)     | 1.138 (5,2%)   |
| Укупно            | 20.670         | 21.704         |